# Dinera takanoi
Dinera takanoi là một loài ruồi trong họ Tachinidae.